# 犹太-普罗旺斯语
犹太普罗旺斯语（Judeo-Provençal），又称犹太奥克语（Judæo-Occitan），是法国南部沃奈桑伯爵领地的犹太人使用的普罗旺斯语/奥克语变种。
在最近的许多二手资料中，犹太普罗旺斯语被错误地称为舒阿迪特语（Shuadit），一个由波兰学者佐萨·沙伊科夫斯基于1948年发明的词汇，尽管其使用者从未使用过这个名字。
关于犹太普罗旺斯语的记载可以追溯到11世纪的法国。直到19世纪之后其母语者改说法语。因此，犹太普罗旺斯语被认为已是一种死语。虽然犹太普罗旺斯语通常使用希伯来字母书写，但它与非犹太人使用的奥克语具有互通性。

## 文学

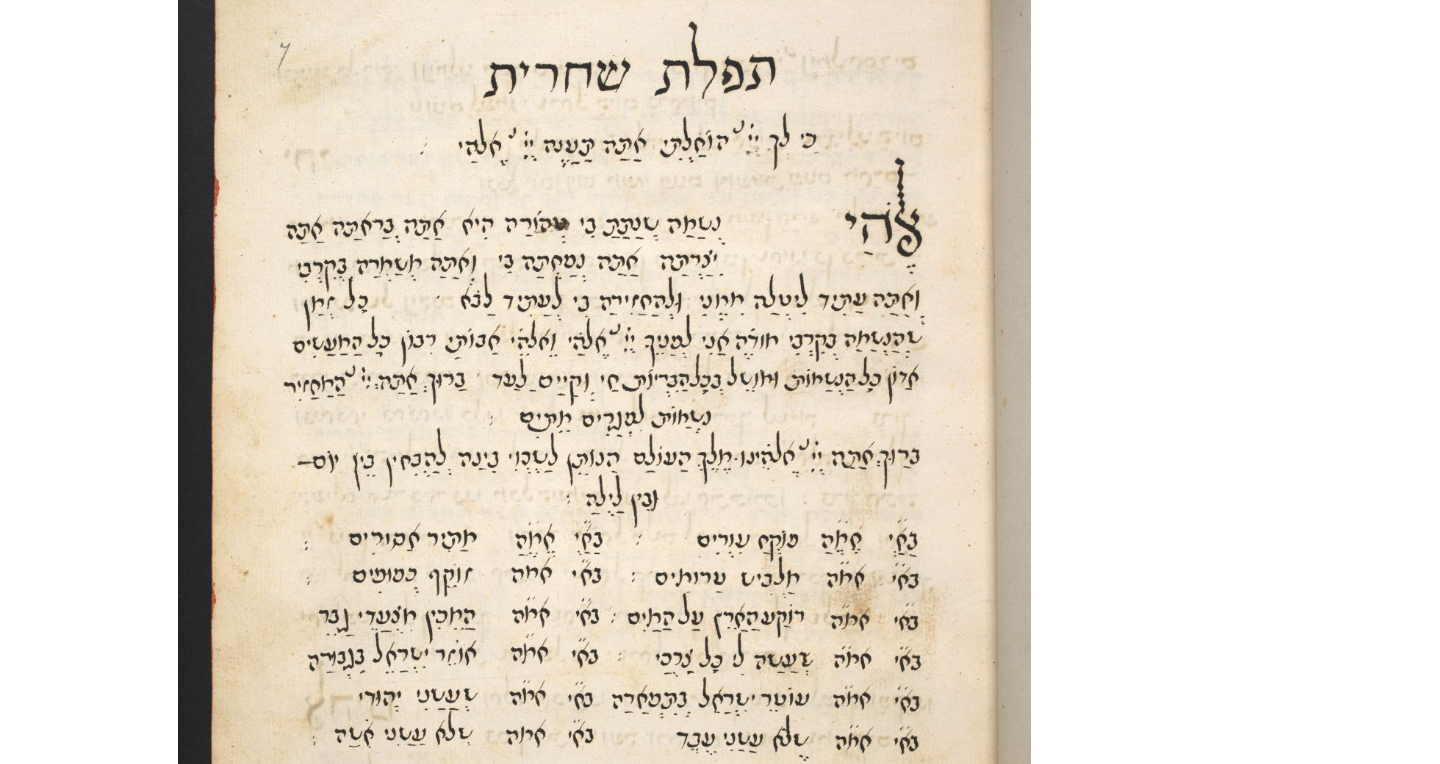
17世纪普罗旺斯地区的手写体希伯来语手稿

犹太普罗旺斯语文献分为两大类，即宗教文本及世俗文本。
宗教文本中希伯来语借词的出现频率明显更高，呈现出一种总体来说“有文化”的风格。其亦包含许多古法语、普罗旺斯语、希腊语、亚拉姆语及拉丁语借词。
现存的世俗文本中借词使用较少，基本便是使用希伯来字母书写的奥克语。这反映了犹太人普遍避免使用常与压迫他们的基督教政权联系在一起的拉丁字母。这些文本表明，普罗旺斯的犹太人不仅熟悉希伯来语，并已与当地的基督教社区融合。

## 语音
犹太普罗旺斯语具有许多其他奥克语方言并不具备的语音上的特征。
犹太普罗旺斯语最显著的特征之一是，在衍生自拉丁语的单词中，/ʒ/音已与/dʒ/、/ʃ/和/tʃ/音同化。 
犹太普罗旺斯语在拼读希伯来语借词时有一套独特的规则以适应其音系。尤其是字母Samekh、Shin、Tsade及Taw的发音。在犹太普罗旺斯语中，他们都被读作/f/。

## 灭绝
1498年，犹太人被正式下令驱逐出法国。虽然直到1501年，整个犹太社区都并没有完全被驱逐，但是许多犹太人都流散到了其他地方，如北意大利，德国及奥斯曼帝国。自此之后直到1790年，沃奈桑伯爵领地都由教宗直接统治，拥有一个某种程度上与世隔绝的小型犹太社区。法国大革命后，犹太人被给予公民权，并被允许在法国的所有地方居住。从这时开始，犹太普罗旺斯语开始极速衰亡。据称，其最后一个使用者，阿尔芒·吕内尔也已于1977年去世。但其作为一个法语母语者，也只知晓几个犹太普罗旺斯语单词。虽然犹太普罗旺斯语已经灭绝，但其仍影响了仅由50-100个居住在法国南部的犹太人所说的南部犹太法语方言。

## 范文
| 犹太普罗旺斯语                                                      | 汉语                                     |
| ------------------------------------------------------------------- | ---------------------------------------- |
| Eftaḥ śefatai be-rina cantaren deman a dina                         | 令我欢乐地开口，在晚餐时歌唱             |
| Irʾat Adonai le-maʿana                                              | 我们都一样敬畏上帝                       |
| Qu'aco es lou bon mestre                                            | 因祂是善的                               |
| Ve-odeh na le-el elom [ elyon原文如此] de essu tanbourin ei vioulon | 令我用手鼓和小提琴，尽我之所能地去赞美主 |
| Es vengu lou Cadoch barourhou Qu'avé chorhéta lou malarhama         | 然后，被祝福的圣人降临，屠戮了死亡天使   |